# 로어이스트사이드

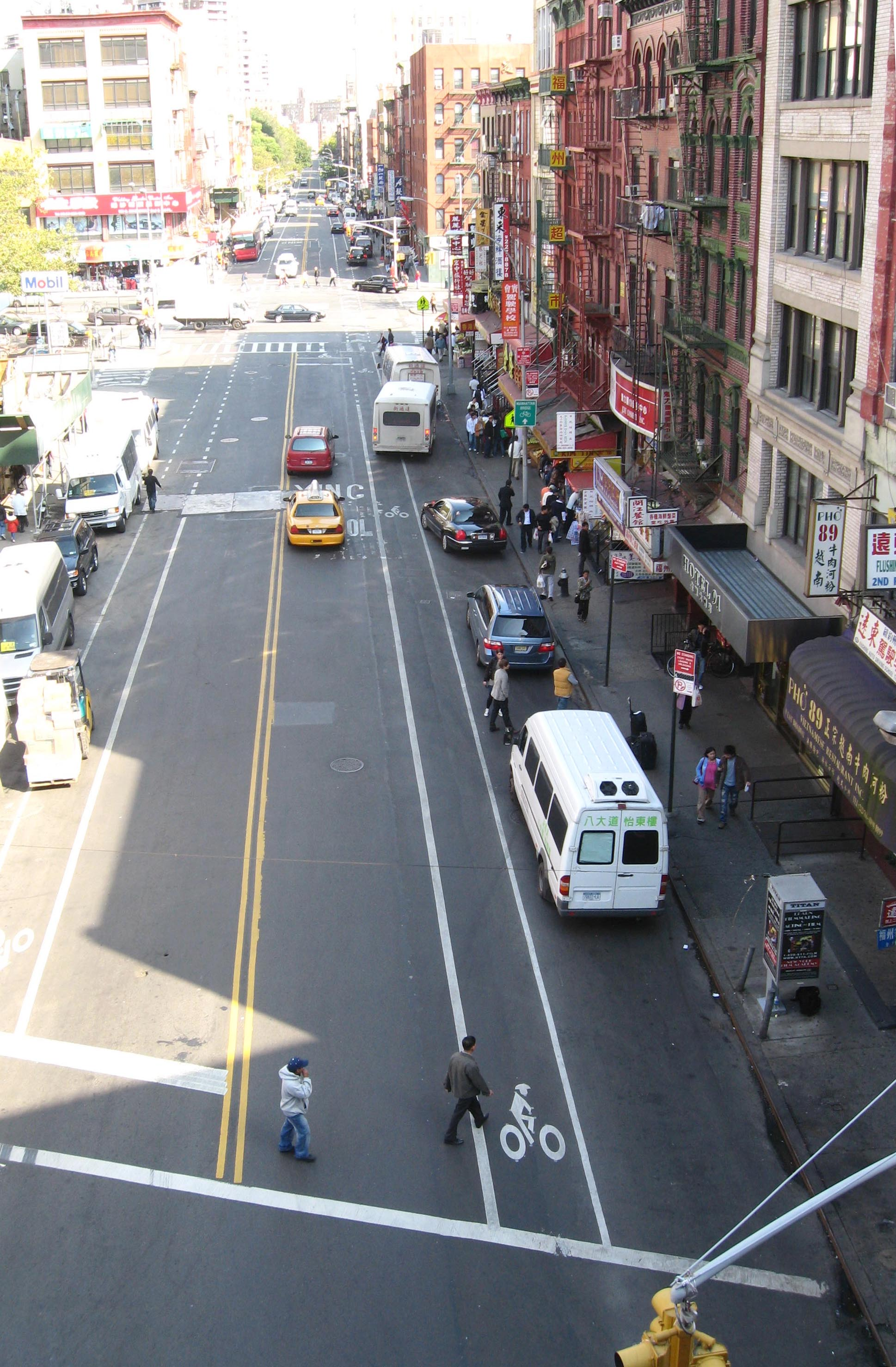
로어이스트사이드

로어이스트사이드(Lower East Side)는 맨해튼의 남동쪽 지역을 말한다.

## 같이 보기
- 이스트사이드 (맨해튼)
- 로어이스트사이드 주택박물관
- 톰킨스 스퀘어 공원